# Eriphantes telluris
Eriphantes telluris (лат.) — вид губоногих многоножек, единственный в составе рода Eriphantes и семейства Eriphantidae. Южная Нижняя Калифорния (Baja California Sur), Мексика. Тонкие и слегка уплощённые многоножки, длина тела до 60 мм при ширине всего 0,6 мм. Окраска тела желтовато-белая, одноцветная. Усики короткие (лишь в 2,3 раза длиннее головы), 14-члениковые. Клипеус очень короткий и широкий.
Количество сегментов, несущих ноги варьирует от 123 до 145.